# PGC 64953
LEDA/PGC 64953 ist eine Elliptische Galaxie vom Hubble-Typ E2 im Sternbild Indus am Südsternhimmel. Sie ist schätzungsweise 160 Millionen Lichtjahre von der Milchstraße entfernt. Vermutlich bildet sie gemeinsam mit IC 5021 ein gravitativ gebundenes Galaxienpaar.